# Crescentia mirabilis
Crescentia mirabilis é uma árvore da família Bignoniaceae endêmica de Cuba.